# Nanochromis teugelsi
Nanochromis teugelsi är en fiskart som beskrevs av Anton Lamboj och Robert C. Schelly 2006. Nanochromis teugelsi ingår i släktet Nanochromis och familjen Cichlidae. IUCN kategoriserar arten globalt som livskraftig. Inga underarter finns listade i Catalogue of Life.